# Orseolia nwanzei
Orseolia nwanzei är en tvåvingeart som beskrevs av Harris och Nwilene 2006. Orseolia nwanzei ingår i släktet Orseolia och familjen gallmyggor.
Artens utbredningsområde är Nigeria. Inga underarter finns listade i Catalogue of Life.